# Sjón
Sjón, vlastním jménem Sigurjón Birgir Sigurðsson (* 27. srpna 1962 Reykjavík) je současný islandský spisovatel a scenárista. Těžiště jeho díla spočívá v románech, při jejichž tvorbě se často nechává inspirovat starými islandskými ságami. Kromě prózy se věnuje i poezii a dramatické tvorbě; je jedním z nejpřekládanějších islandských autorů a jeho díla byla přeložena do přibližně třiceti jazyků.

## Život a dílo
Literárně debutoval ve svých patnácti letech sbírkou poezie Sýnir (1978). V téže době spoluzakládal reykjavické umělecké sdružení Medúsa, jež bylo inspirováno některými avantgardními uměleckými směry, zejména surrealismem a dadaismem; podle vlastních slov byl inspirován kromě jiného i českým poetismem a poezií Vítězslava Nezvala.
V 70. a 80. letech napsal několik básnických sbírek, koncem osmdesátých let publikoval svůj první román Stálnótt (1987). V 90. letech se věnoval zejména próze, po roce 2000 začal psát i divadelní hry. Průlomem v jeho tvorbě byl román Syn stínu (2003), za který v roce 2005 získal Literární cenu Severské rady; kniha byla přeložena do mnoha jazyků a kromě toho nominována na několik dalších literárních cen. Dalším románem, jenž vzbudil širší pozornost a byl také přeložen do češtiny, je Měsíční kámen: Příběh chlapce, který nikdy nebyl (2013).
Od počátku 80. let spolupracuje s místními hudebními umělci. V roce 1987 byl pod jménem „Johnny Triumph“ hostujícím vokalistou na dvanáctipalcovém singlu skupiny The Sugarcubes Luftgitar. Pravidelně spolupracuje s islandskou zpěvačkou Björk; v roce 2000 byl nominován na Oscara a Zlatý glóbus za text písně I've Seen It All z filmu Tanec v temnotách (2000). V současnosti působí pod islandským labelem Smekkleysa.
Podle vlastních slov k jeho inspiracím patří i někteří další čeští autoři, například Bohumil Hrabal. V roce 2016 opakovaně navštívil Českou republiku; poprvé u příležitosti dramatizace knihy Syn stínu divadlem Studio Hrdinů, později byl jedním ze severských hostů na pražském veletrhu Svět knihy.
Je předsedou islandského PEN klubu. Žije v Reykjavíku, je ženatý a má dvě děti.

## Tvorba (výběr)

### Próza
- 1987 – Stálnótt
- 1989 – Engill, pípuhattur og jarðarber
- 1994 – Augu þín sáu mig
- 1995 – Sagan af húfunni fínu
- 2000 – Númi og höfuðin sjö
- 2001 – Með titrandi tár
- 2002 – Sagan af furðufugli
- 2003 – Skugga-Baldur – román (česky: Syn stínu, Argo 2008)
- 2005 – Argóarflísin – román (česky: Múza z lodi Argó: báje o Iásonovi a Kaineovi, Dybbuk 2016)
- 2008 – Rökkurbýsnir
- 2013 – Mánasteinn – drengurinn sem aldrei var til – román (česky: Měsíční kámen: Příběh chlapce, který nikdy nebyl, Dybbuk 2015)
- 2016 – CoDex 1962

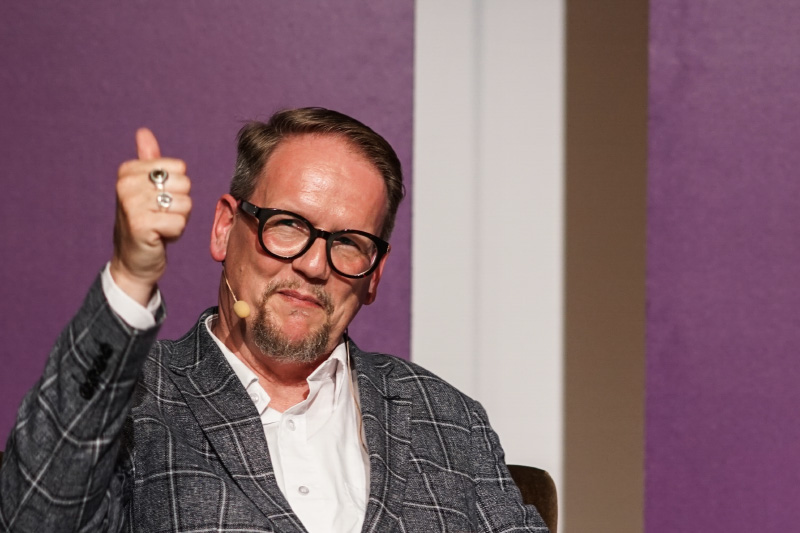
Sjón na festivalu v Aarhusu v roce 2019

- Sjón na festivalu v Aarhusu v roce 20192019 – Red Milk ("Korngult hár, grá augu", JPV/útgáfa)

### Poezie
- 1978 – Sýnir
- 1982 – Reiðhjól blinda mannsins
- 1983 – Sjónhverfingabókin
- 1986 – Leikfangakastalar
- 1991 – Ég man ekki eitthvað um skýin

### Film
- 2009 – Reykjavík Whale Watching Massacre
- 2021 – Ada
- 2022 – Seveřan
- 2025 – Klara: The Medium (produkce)